# باندو

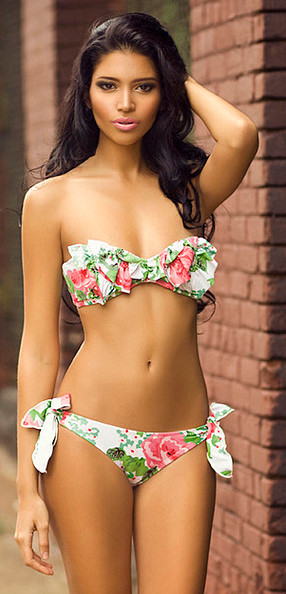
زنی که بیکینی باندو پوشیده‌است

باندو یا سینه‌بند نواری یا یک پوشش به شکل نوار (واژه کامل bandeaux، مخفف فرانسوی: bande‎) (به انگلیسی: bandeau) لباسی است که در ظاهر از یک نوار پارچه تشکیل شده‌است. امروزه اغلب به لباسی گفته می‌شود که دور سینه زن می‌پیچد. معمولاً بخش بالاتنه از بیکینی در لباس‌های ورزشی یا مایو است. در حقیقت به نوعی یک تاپ بدون بند بسیار باریک است. معمولاً بدون بند، بدون آستین و از روی شانه است. باندها معمولاً از مواد الاستیک ساخته می‌شوند تا از سر خوردن آن‌ها به پایین جلوگیری کنند، یا در پشت یا جلو گره خورده یا سنجاق می‌شوند. در نیمه اول قرن بیستم، «باندو» نوار باریکی بود که توسط زنان برای بستن موها یا به عنوان بخشی از روسری استفاده می‌شد. و همچنین در زمان حکومت جمهوری اسلامی بر ایران نیز برای پوشاندن مو در زیر حجاب اجباری استفاده می‌شد.

## مصارف معاصر

### لباس شنا مدرن

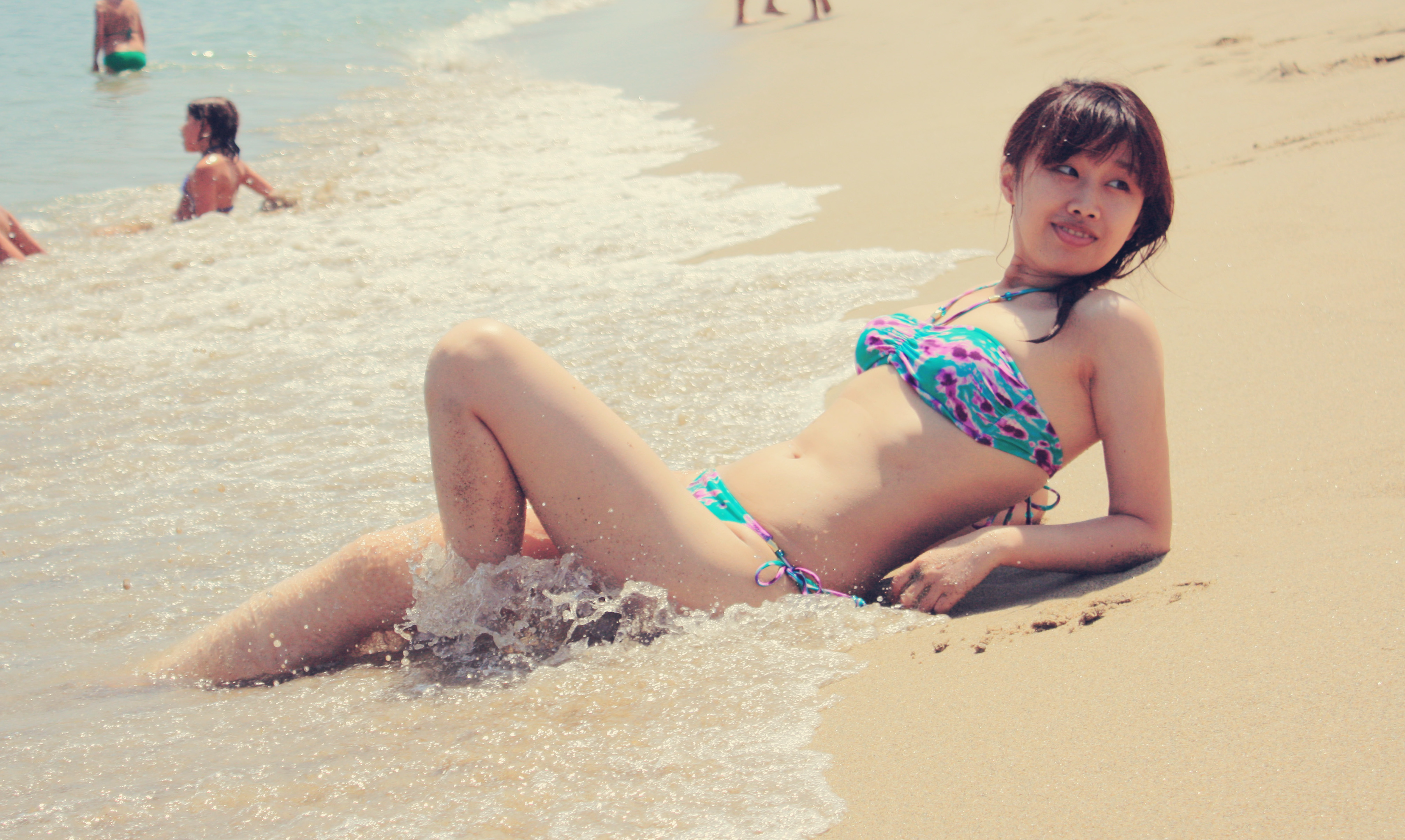
بیکینی باندو با بند تاپ گردنبندی

باندو به عنوان قسمت بالایی یک مایو دو تکه در دهه ۱۹۴۰ معرفی شد. در دهه ۱۹۵۰، باندو زیر ساختش را به گونه‌ای تغییر دادند که خطوط بدن را نمایش دهد، در حالی که هنوز ساختار دایره‌ای یا شکل نواری نسبتاً ساده را حفظ می‌کرد، و بر شکم و پشت شکم برهنه تأکید داشت. یکی دیگر از انواع باندو، مایو یک تکه باندو است که قسمت میانی بدن را نیز می‌پوشاند. محبوبیت آن به‌شکل لباس شنا در دوران بیکینی رشته‌ای کاهش یافت، اما در دهه ۱۹۸۰ دوباره ظاهر شد، به خصوص با اسپندکس و سایر ترکیبات پارچه کشسان. پایه‌های جانبی، سیم v در جلوی مرکزی، حلقه‌های O و قسمت بالایی پیچ خورده از عناصر مدرن طراحی محبوب هستند.
در ورزش‌های مدرن و لباس شنا، باندو لباسی بدون بند است که دور سینه‌های زن می‌پوشند. ممکن است در جلو یا پشت بسته شود یا به اندازه کافی الاستیک باشد تا اصلاً نیازی به بست نباشد. یک باندو ممکن است با یک بند نگهدارنده جداشدنی برای پشتیبانی بیشتر همراه باشد. باندو بدون بند یا تاپ لوله ای نیز از دهه ۱۹۷۰ به عنوان لباس غیررسمی و لباس ورزشی استفاده می‌شد و گاهی به عنوان بخشی از یک مجموعه لباس ورزشی پوشیده می‌شد.

### در لباس رسمی
بازیگر زن هالی بری در مراسم جوایز فیلم MTV در سال ۲۰۰۰ یک سینه‌بند نواری صورتی با شلوار همرنگش پوشید و به روند پوشیدن سینه‌بند نواری به عنوان یک لباس خارج از منزل دامن زد. مایلی سایرس نیز در مراسم جوایز موسیقی ویدئویی MTV 2014 یک سینه‌بند نواری (باندو) مشکی برش خورده با شلوار کمر بلند پوشید.

## تاریخچه

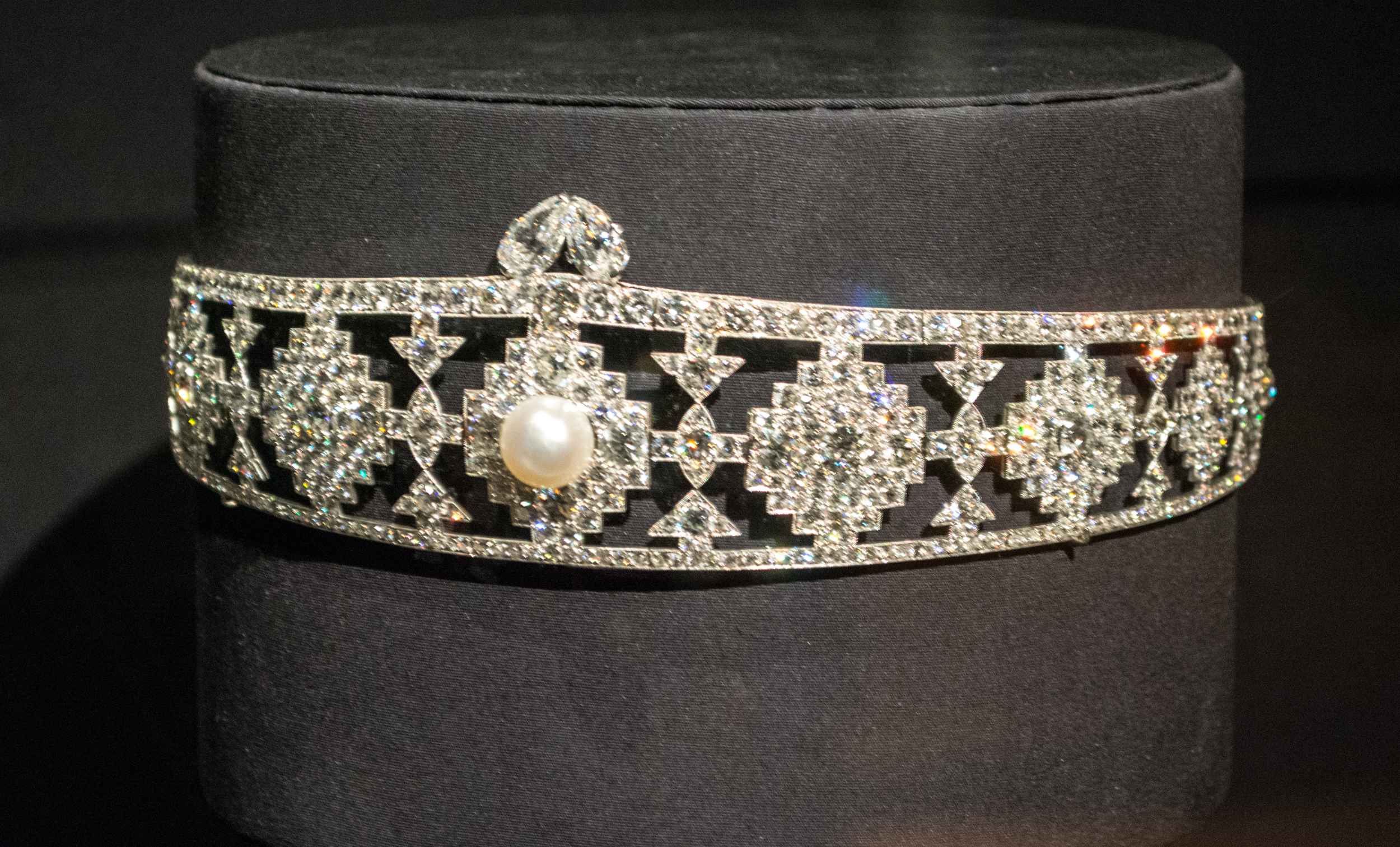
باندوی کارتیه ۱۹۲۴ ساخته شده از مروارید طبیعی، الماس و پلاتین. مدلی از تاج که بالای مو قرار داشت، به این شکل جدید اقتباس شد و شبیه پارچه‌ای که زنان شیک پوش دور پیشانی می‌پوشیدند.

### در دوران باستان

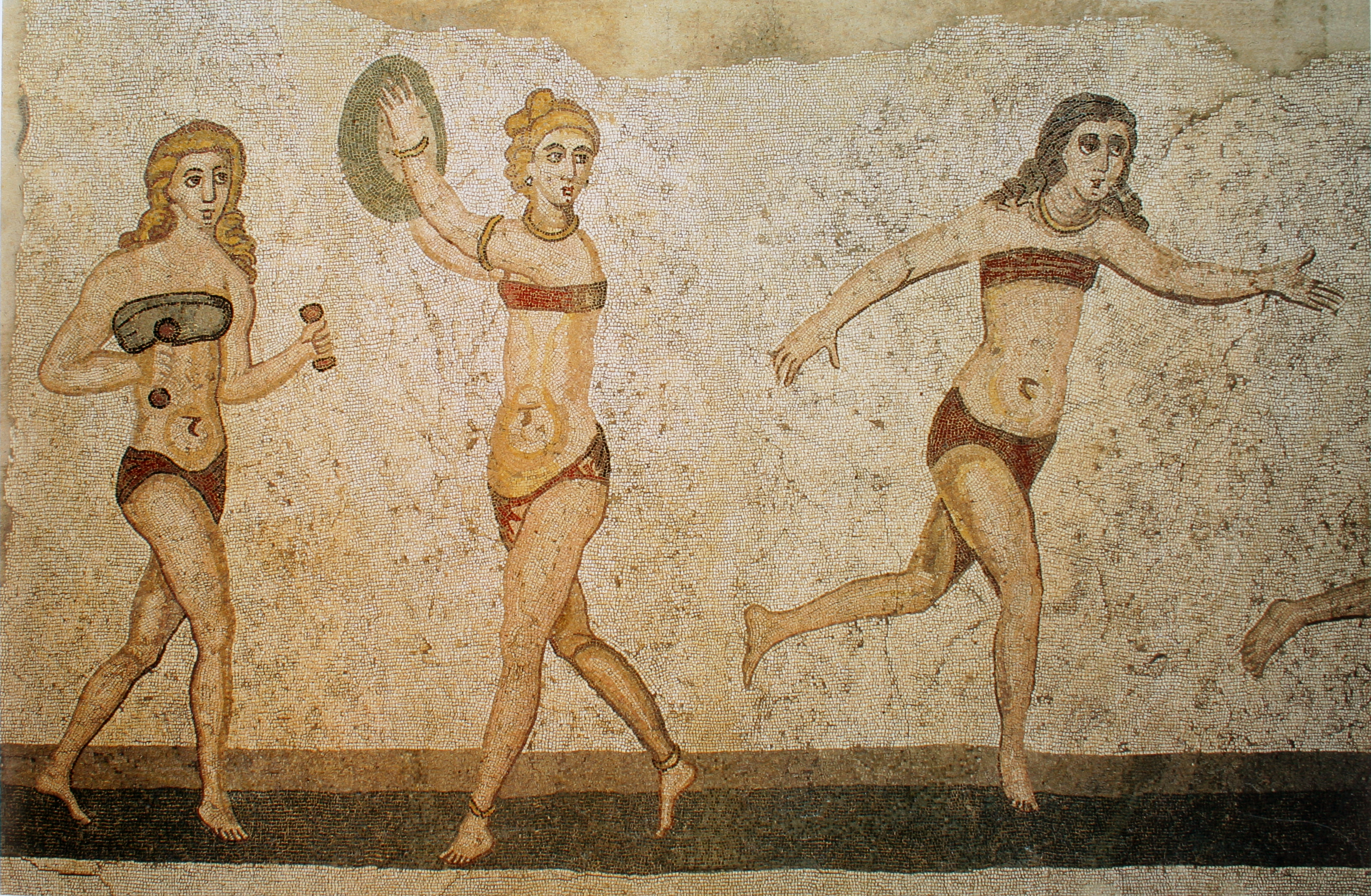
ویلا رومانا دل کازاله رومی باستان (۲۸۶–۳۰۵ بعد از میلاد) در سیسیل حاوی یکی از اولین تصاویر شناخته شده از باندو است.

پوشیدن باندو برای حمایت از سینه‌های یک زن ممکن است به یونان باستان بازگردد، جایی که آنها را آپودسموس می‌نامیدند (یونانی: ἀπόδεσμος.</link>)، بعداً stēthodesmē (Gr: στηθοδέσμη)، mastodesmos (Gr: μαστόδεσμος) و mastodeton (Gr: μαστόδετον)، که همگی به معنای «سینه‌بند» هستند. آنها از یک نوار پشمی یا کتان بودند که روی سینه‌ها پیچیده می‌شدند و پشت سر بسته یا سنجاق می‌شدند.
به عنوان یک شبح، باندو در زمان رومیان نیز پوشیده می‌شد. باستان‌شناس جیمز ملاارت اولین لباس باندو مانند را در چاتال‌هویوک، آناتولی در دوران مس‌سنگی (حدود ۵۶۰۰ سال قبل از میلاد) توصیف کرد، جایی که یک الهه مادر سوار بر دو پلنگ با لباسی شبیه به بیکینی به سبک باندو مدرن به تصویر کشیده شده‌است. در جهان یونانی رومی، نقش زنان ورزشکار با لباس‌های دو تکه بر روی کوزه‌ها و نقاشی‌های مربوط به ۱۴۰۰ سال قبل از میلاد به تصویر کشیده شده‌اند.
در طبقه تاج‌گذاری تالار برنده ویلا رومانا دل کازاله، ویلایی رومی در سیسیل که مربوط به دوره دیوکلتیان (۲۸۶–۳۰۵) است. پس از میلاد)، نقش‌های معرق‌کاری موزاییک‌ها زنان جوانی را با لباس‌های باندو به تصویر می‌کشند که در بازی‌های وزنه‌برداری، پرتاب دیسک و توپ بازی شرکت می‌کنند، اما شنا نمی‌کنند. در این معرق‌کاری موزاییک ده دوشیزه دیده می‌شود که به‌طور نابهنگام «ویلا رومانا دل کازاله» لقب گرفته‌اند. سایر یافته‌های باستان‌شناسی رومی، الهه ونوس را در لباسی مشابه به تصویر می‌کشند. در پمپئی، تصاویری از ونوس با لباس بیکینی در خانه ونوس، در تبلینوم خانه جولیا فلیکس، و در باغ آتریومویا دلا آبونزنا کشف شد.

### سینه بند
در دهه ۱۹۲۰، این واژه در مورد سینه‌بند ساده، که معمولاً از پارچه نرم و تزئینات ظریف تشکیل شده بود، استفاده می‌شد که پشتیبانی یا شکل‌دهی کمی برای پستان داشت. این طرح در سال ۱۹۱۶ توسط ادگار گوگنهایم در ایالات متحده ثبت شد و شبیه خطوط و جلوه‌های بسته‌بندی چسب اسکلتوس مورد استفاده در بیمارستان‌ها بود. گاهی از یک ماده کشسان برای صاف کردن یا فشرده کردن پستان‌ها به سبک آن دوره ساخته می‌شد. هنگامی که سیلوئت «پسرانه» از مد خارج شد، کلمه «brassiere» یا بعداً «سوتین» اصطلاحی برای لباس‌های حمایتی خوش فرم‌تر رایج شد.

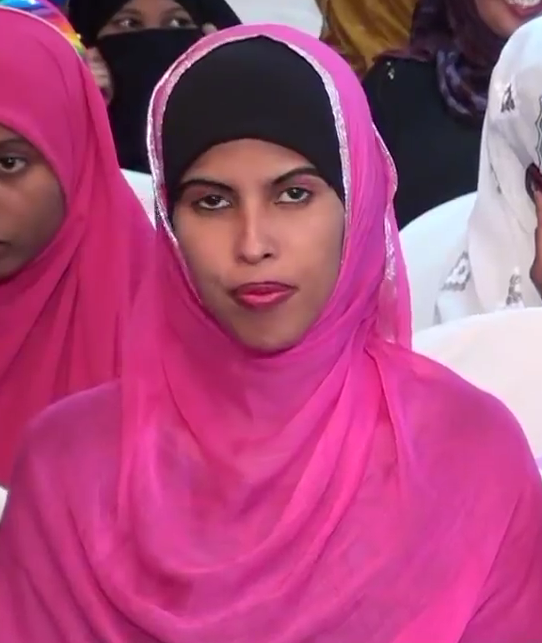
یک زن با حجاب و باندو زیر حجاب

## عادات مذهبی
اصطلاح باندو همچنین به هدبند نازکی گفته می‌شود که به‌طور سنتی - تا همین اواخر - توسط راهبه‌های بسیاری از مؤسسات مذهبی کاتولیک در زیر حجاب استفاده می‌شد. به همراه مقنعه (که گونه‌ها و گردن را می‌پوشاند) و گاهی کویف سفیدی که به آن وصل می‌شد، سرپوش رایج یک زن محترم در اروپای قرون وسطی و رنسانس بود و در ایران در زمان حاکمیت جمهوری اسلامی اجباری شد.

## انواع لباس‌های مرتبط
- در فرهنگ بالی (اندونزی) پیش از اسلام، زنانی که در زندگی روزمره به‌طور معمول برهنه بودند، هنگام بازدید از معابد یا شرکت در مراسم مهم، باندو با نام محلی سابوک می‌پوشیدند.[۲۲]

## نگارخانه

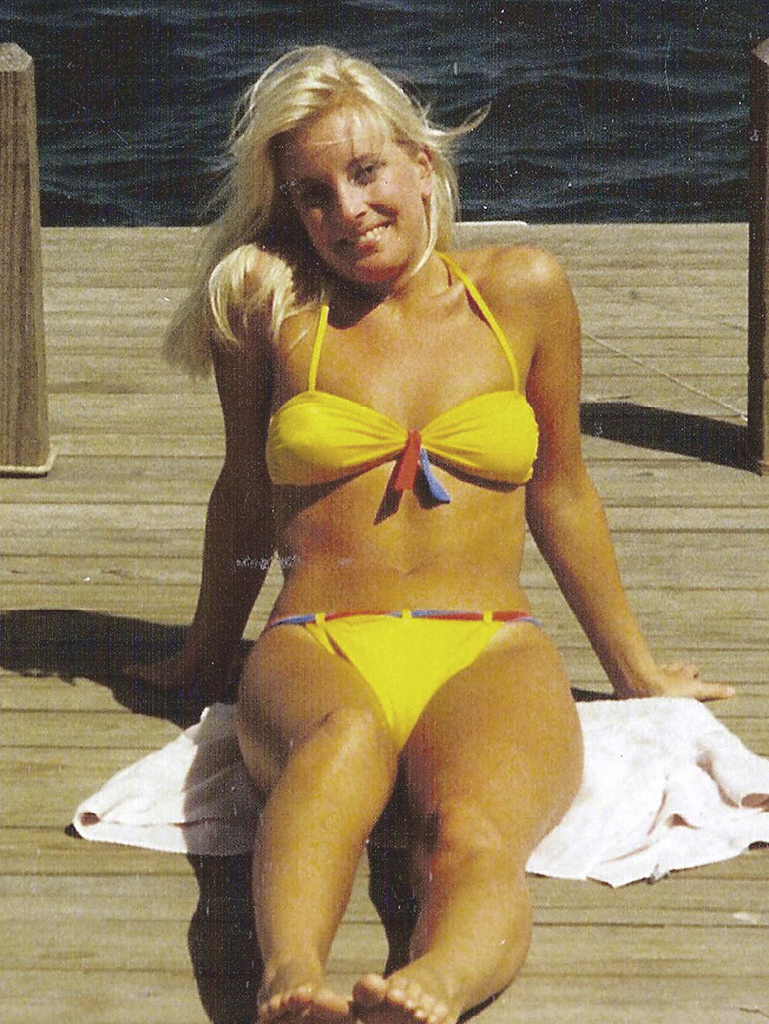
باندو که از وسط باریک می‌شود
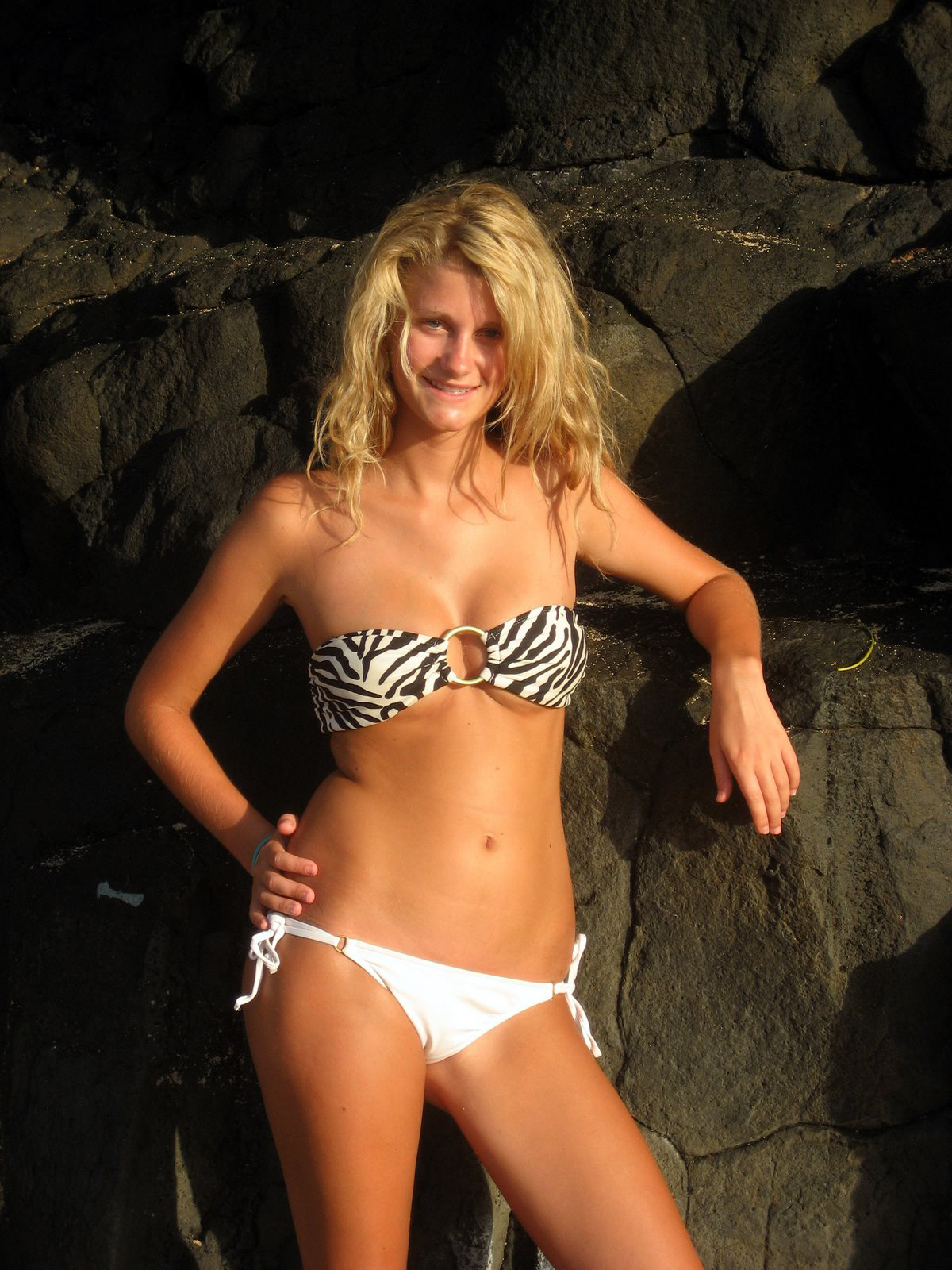
باندو چسبی
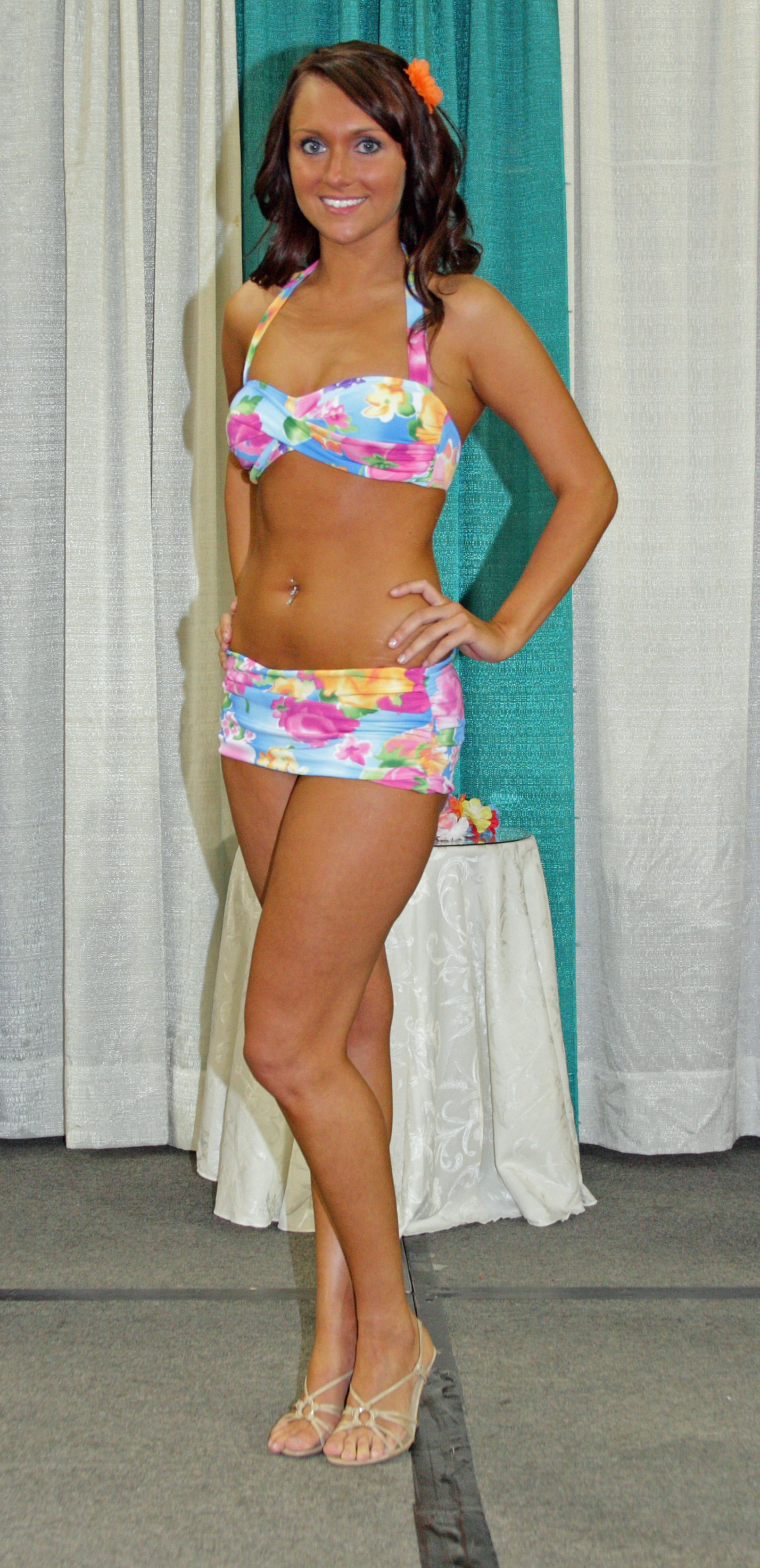
باندو با بند شانه و دامن همسان
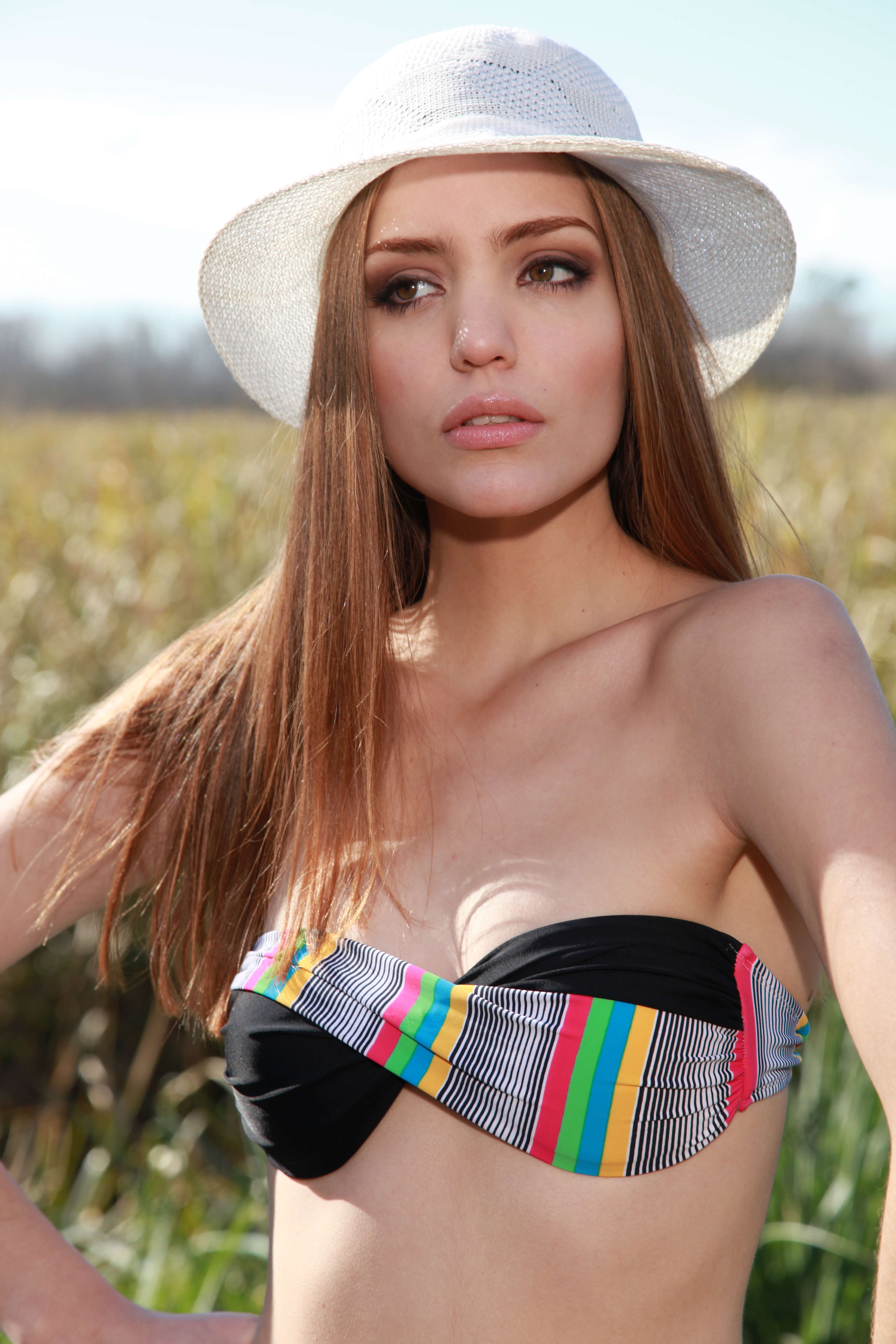
زنی که یک بیکینی باندو پیچ خورده بدون بند پوشیده‌است
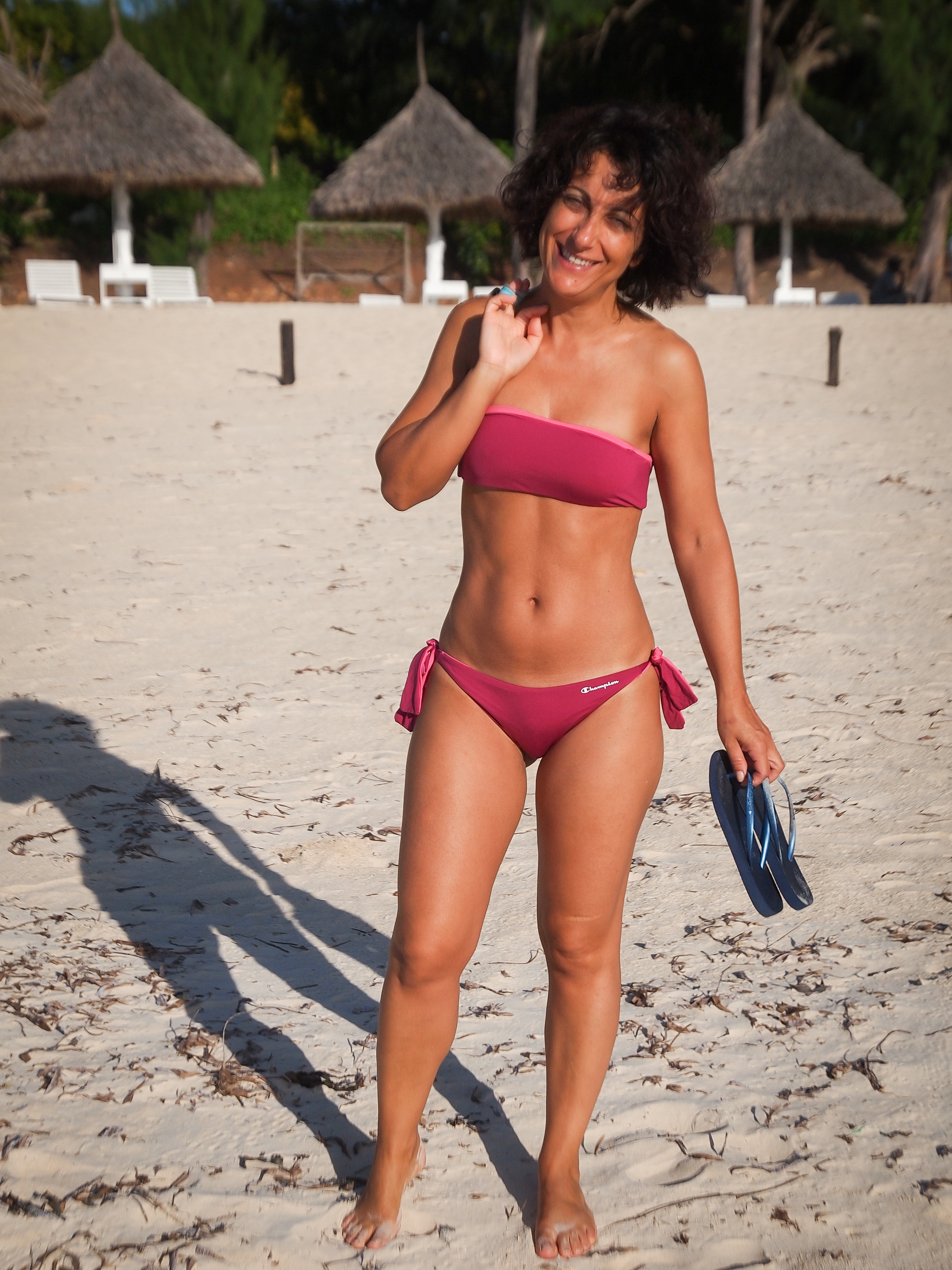
زنی با لباس بیکینی باندو قرمز
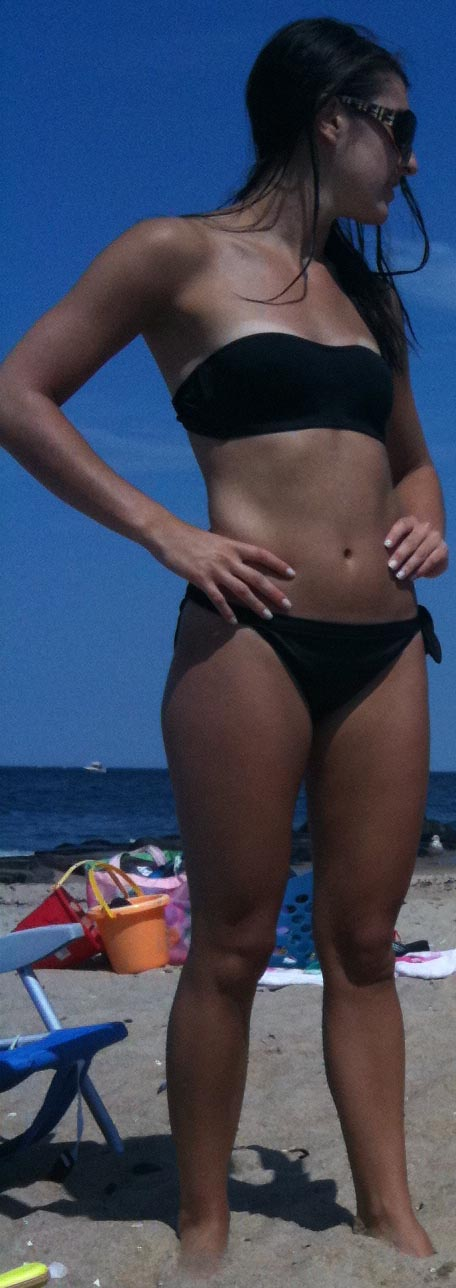
دختری با بیکینی بالاتنه باندو
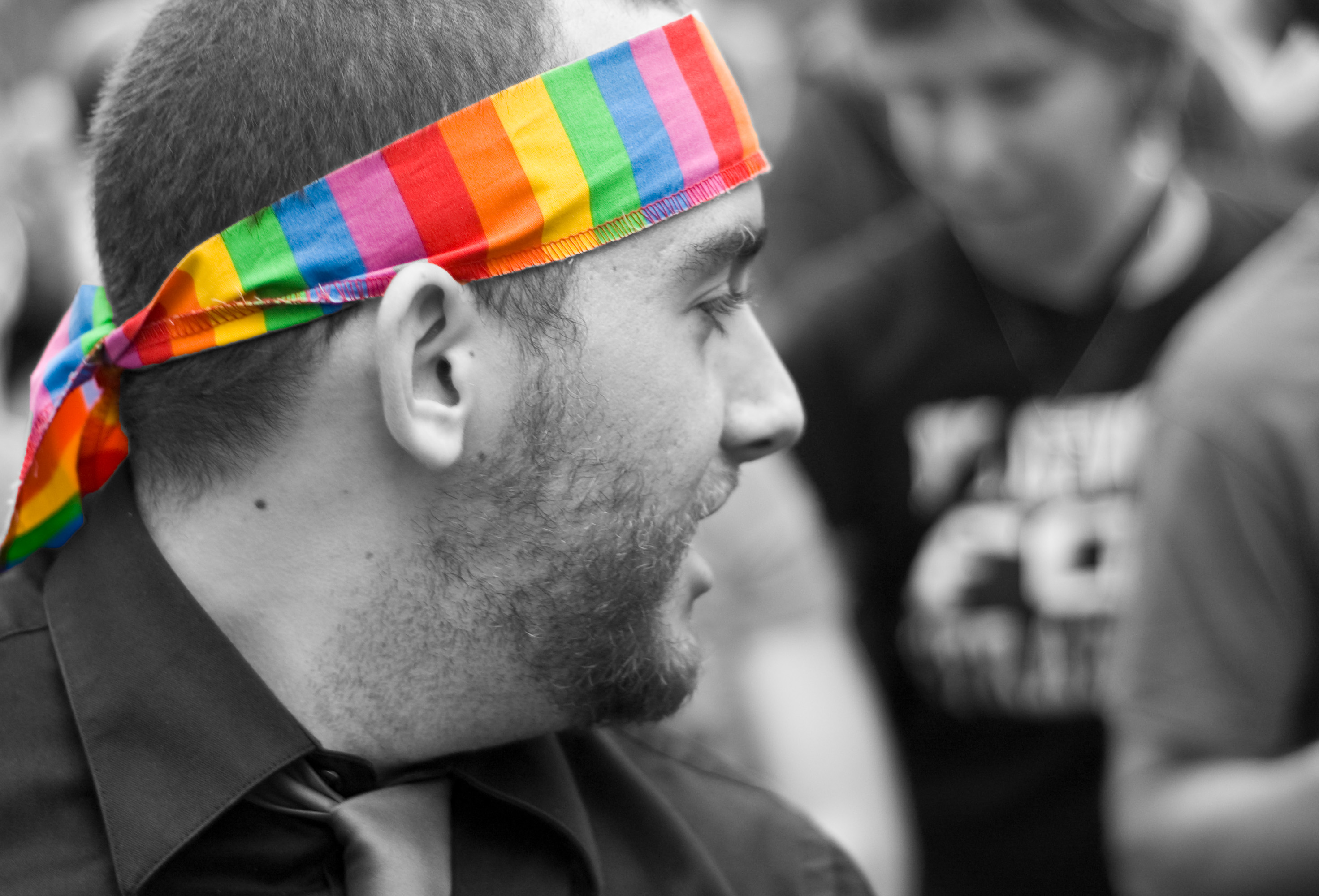
یک باندو به شکل سربند
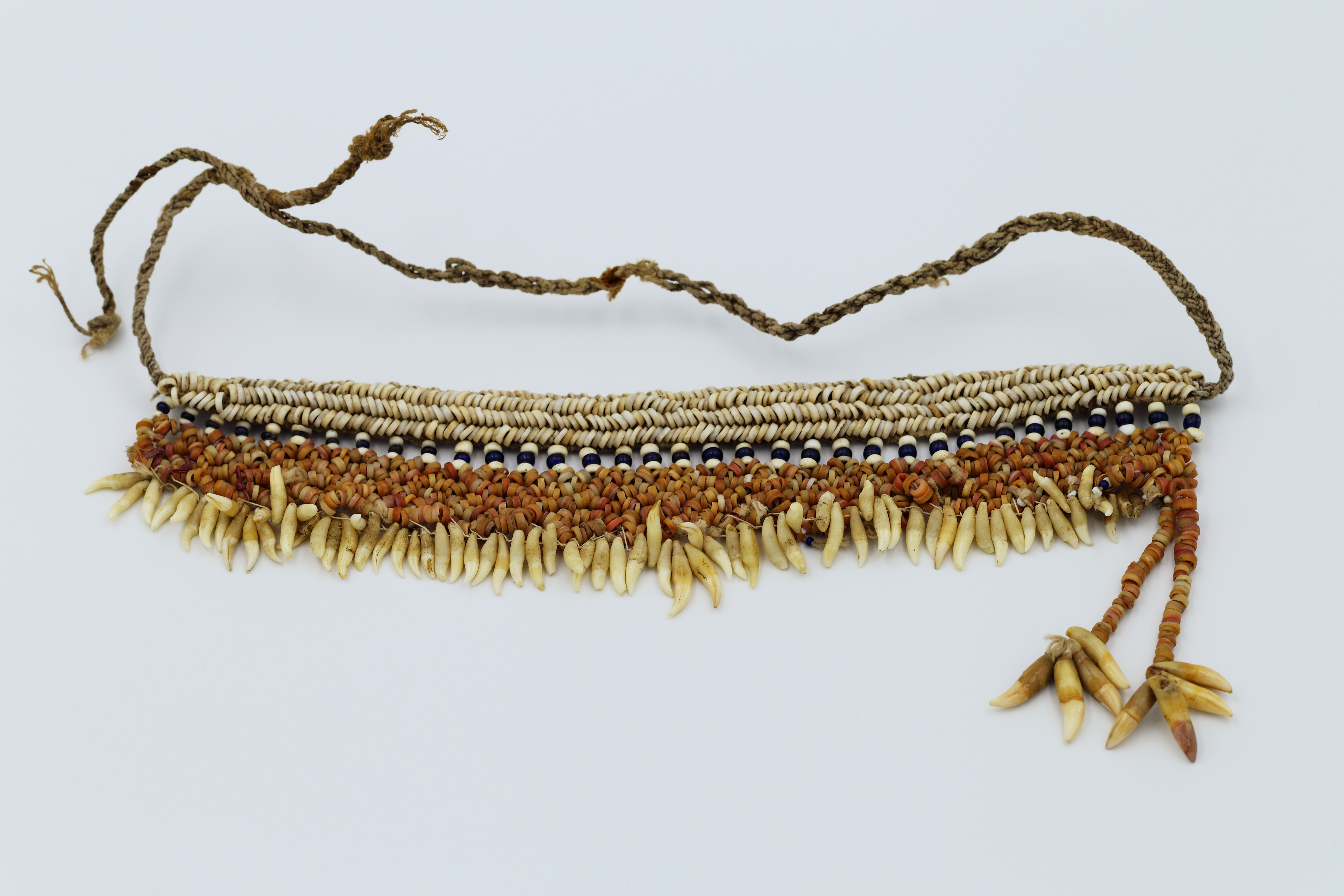
بک باندو سنتی و محلی